# Camarosporomyces
Camarosporomyces is een monotypisch geslacht van schimmels behorend tot de familie Coniothyriaceae. Het bevat alleen Camarosporomyces flavigenus.